# Radikal 105
Radikal 105 mit der Bedeutung „zwei Hände oberhalb“ ist eines von 23 der 214 traditionellen Radikale der chinesischen Schrift, die mit fünf Strichen geschrieben werden.
Mit 4 Zeichenverbindungen in Mathews’ Chinese-English Dictionary gibt es sehr wenige Schriftzeichen, die unter diesem Radikal im Lexikon zu finden sind.
Das Radikal „zwei Hände oberhalb“ nimmt nur in der Langzeichen-Liste traditioneller Radikale, die aus 214 Radikalen besteht, die 105. Position ein. In modernen Kurzzeichen-Wörterbüchern kann es sich an ganz anderer Stelle finden. Im Neuen chinesisch-deutschen Wörterbuch aus der Volksrepublik China steht es zum Beispiel an 154. Stelle.
Dies ist ein veraltetes Zeichen, das sich heute in den neuen Wörterbüchern nur noch in Verbindung mit anderen findet. Es zeigt ursprünglich zwei Füße, die in entgegengesetzte Richtung zeigen und bedeutet „Trennung, Unterschied“, aber auch „aufsteigen“, und zwar mit Hilfe eines Hockers auf einen Wagen. Das Wort „aufsteigen“ schreibt sich heute mit dem Hocker unter dem Radikal. Folgt die „Tür“, dann bedeutet es „jemanden besuchen“. In China haben/hatten alle Türen eine Stufe. 

## Schriftzeichenverbindungen, die vom Radikal 105 regiert werden
| Striche | Zeichen  |
| ------- | -------- |
| +0      | 癶       |
| +03     | 癷       |
| +04     | 癸 癹 発 |
| +07     | 登 發    |

 Im Unicodeblock Kangxi-Radikale ist das Radikal 105 unter der Codepointnummer 12.136 (U+2F68) codiert.